# Libia

Flaga Libii w latach 1977–2011

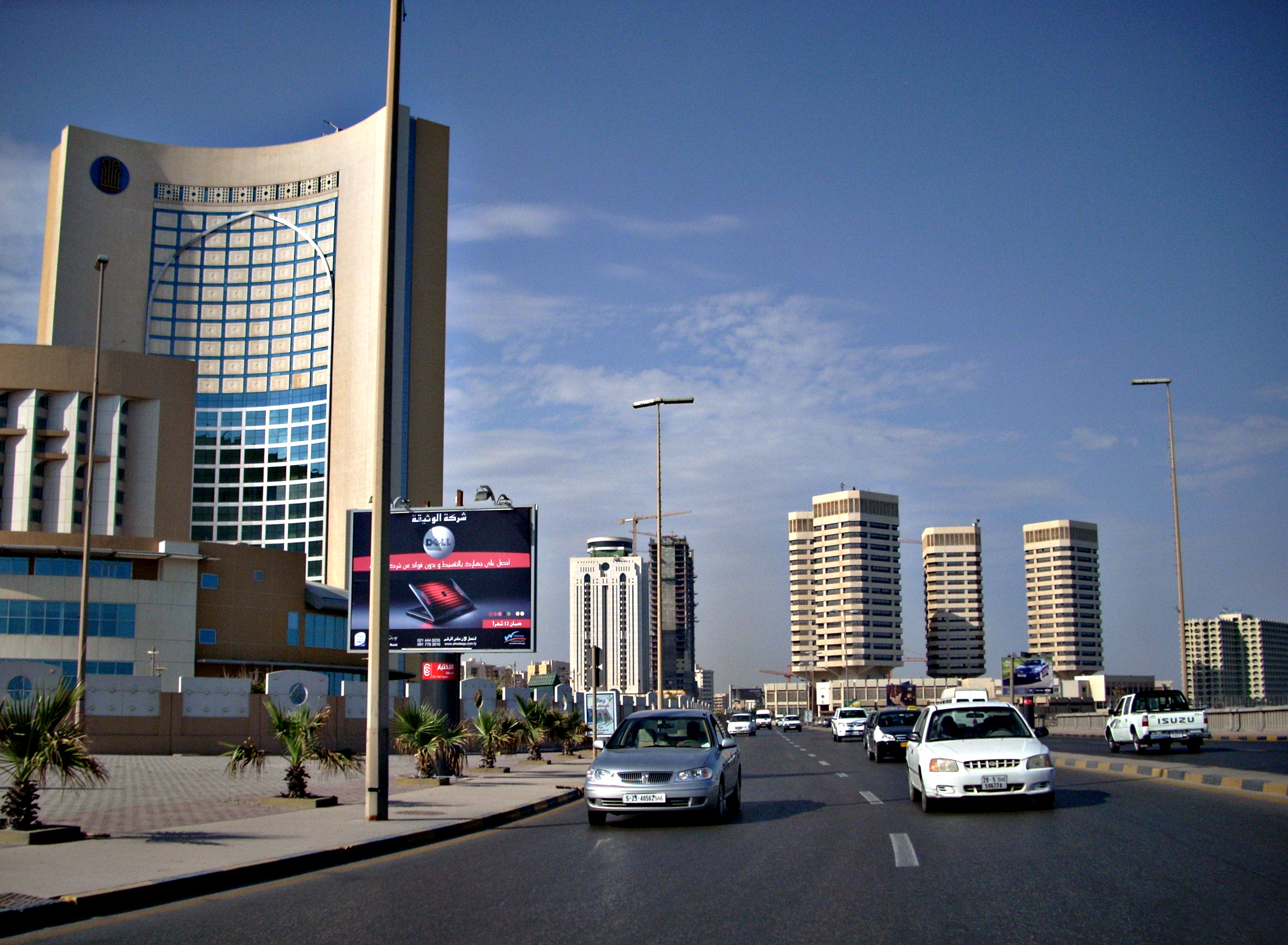
Trypolis

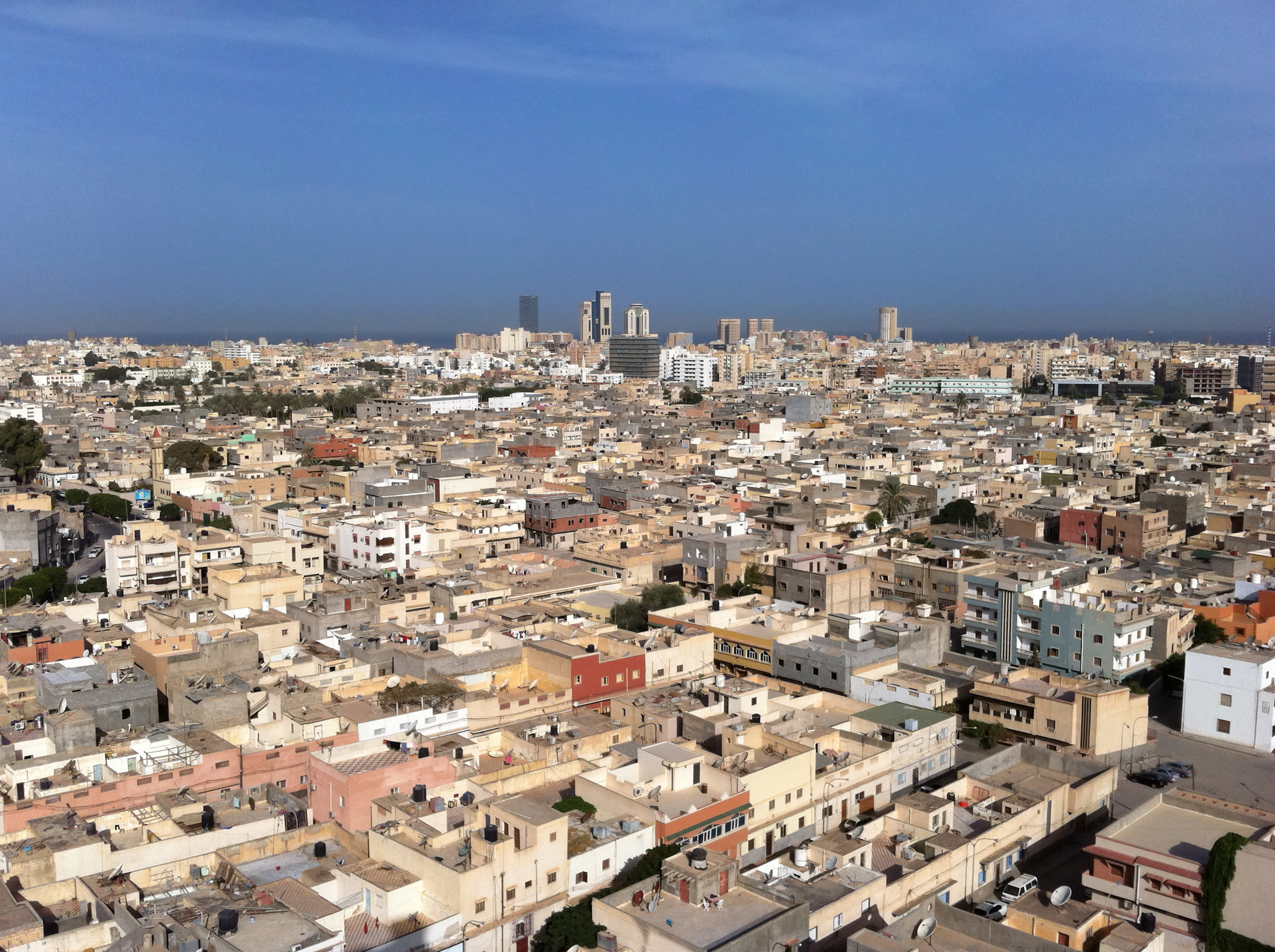
Panorama Trypolisu

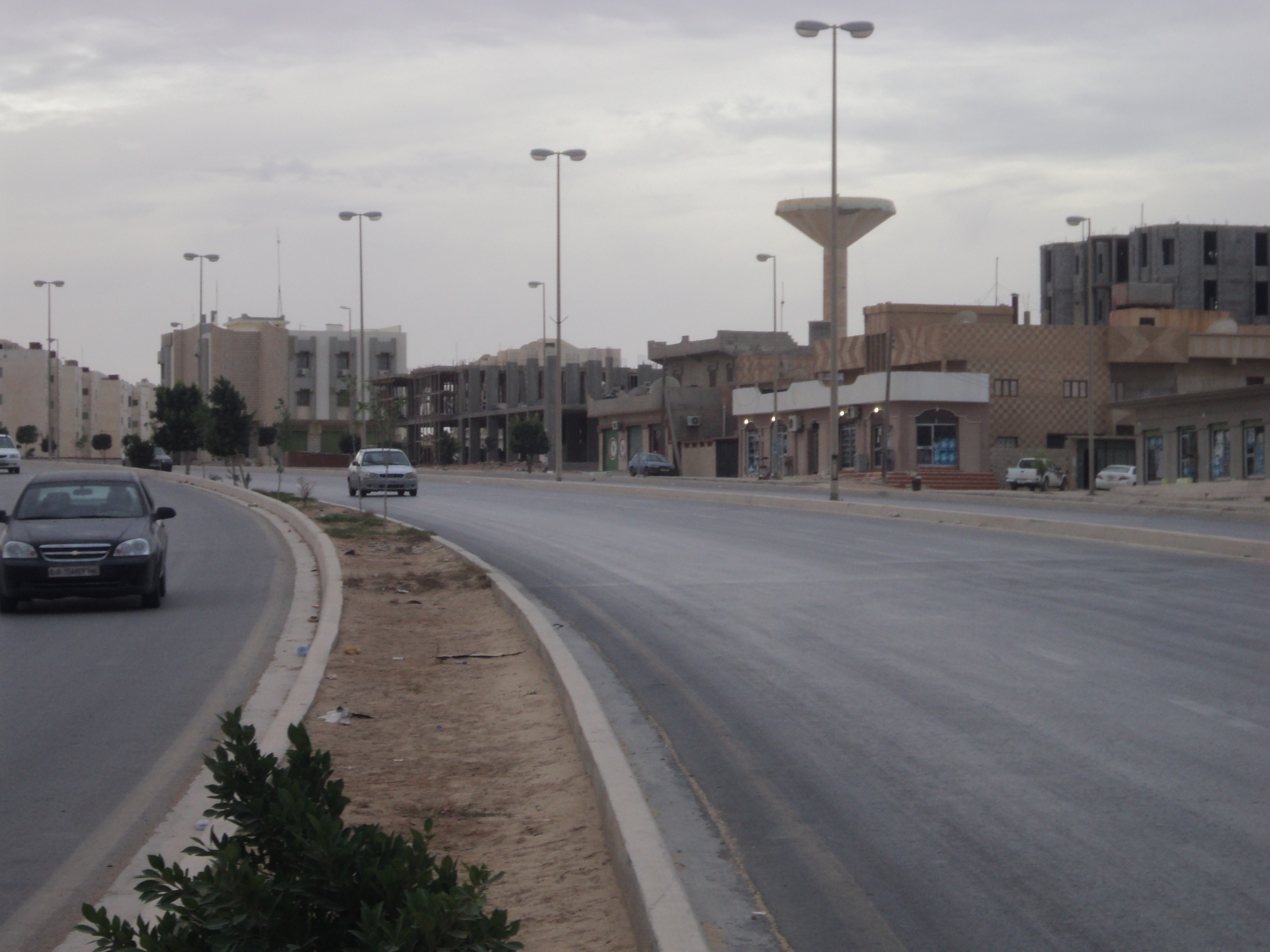
Tobruk

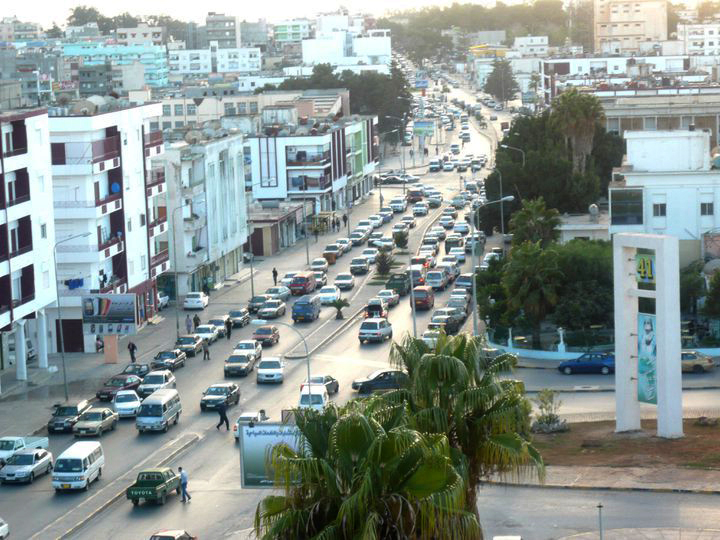
Al-Bajda

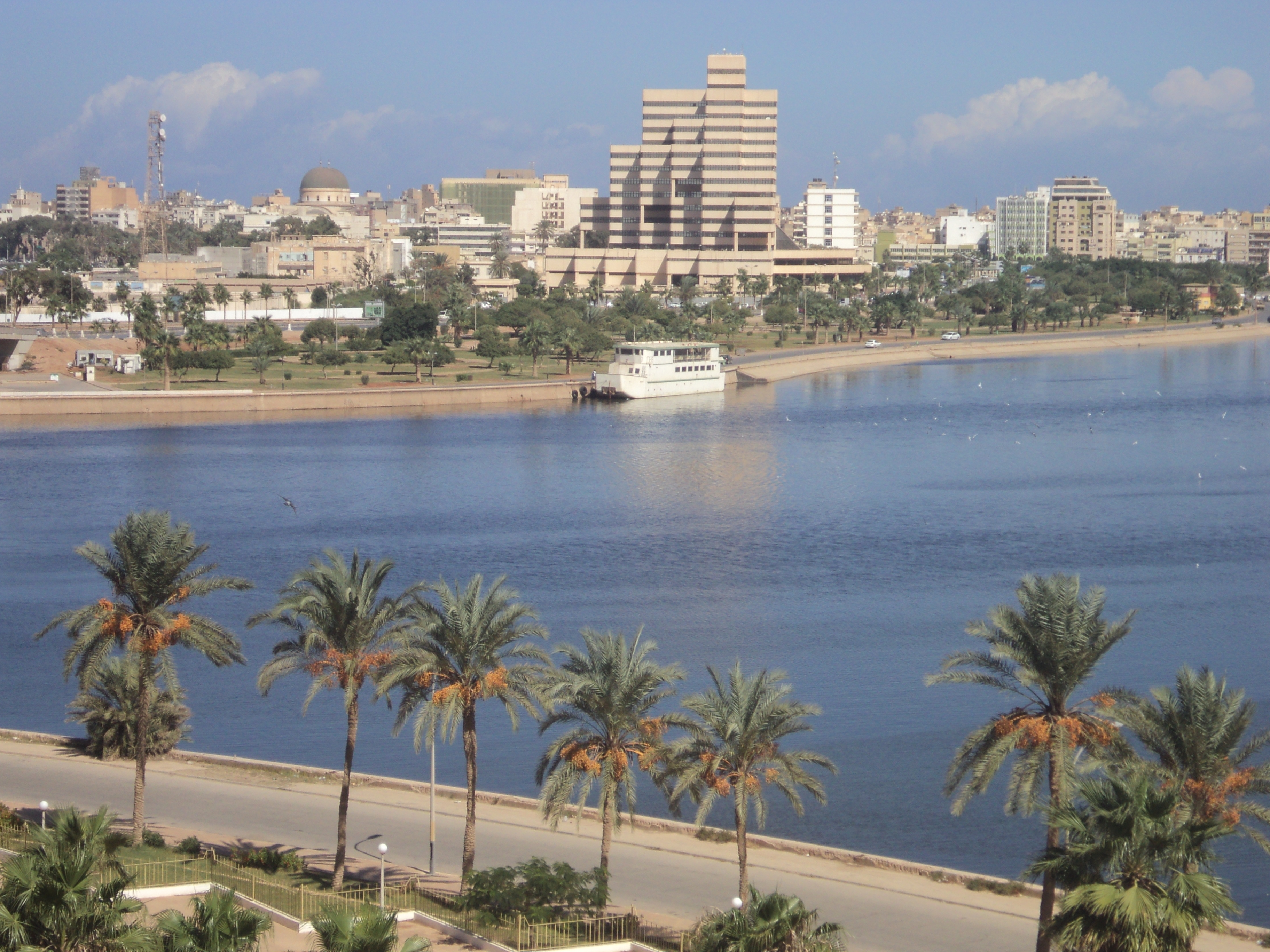
Bengazi

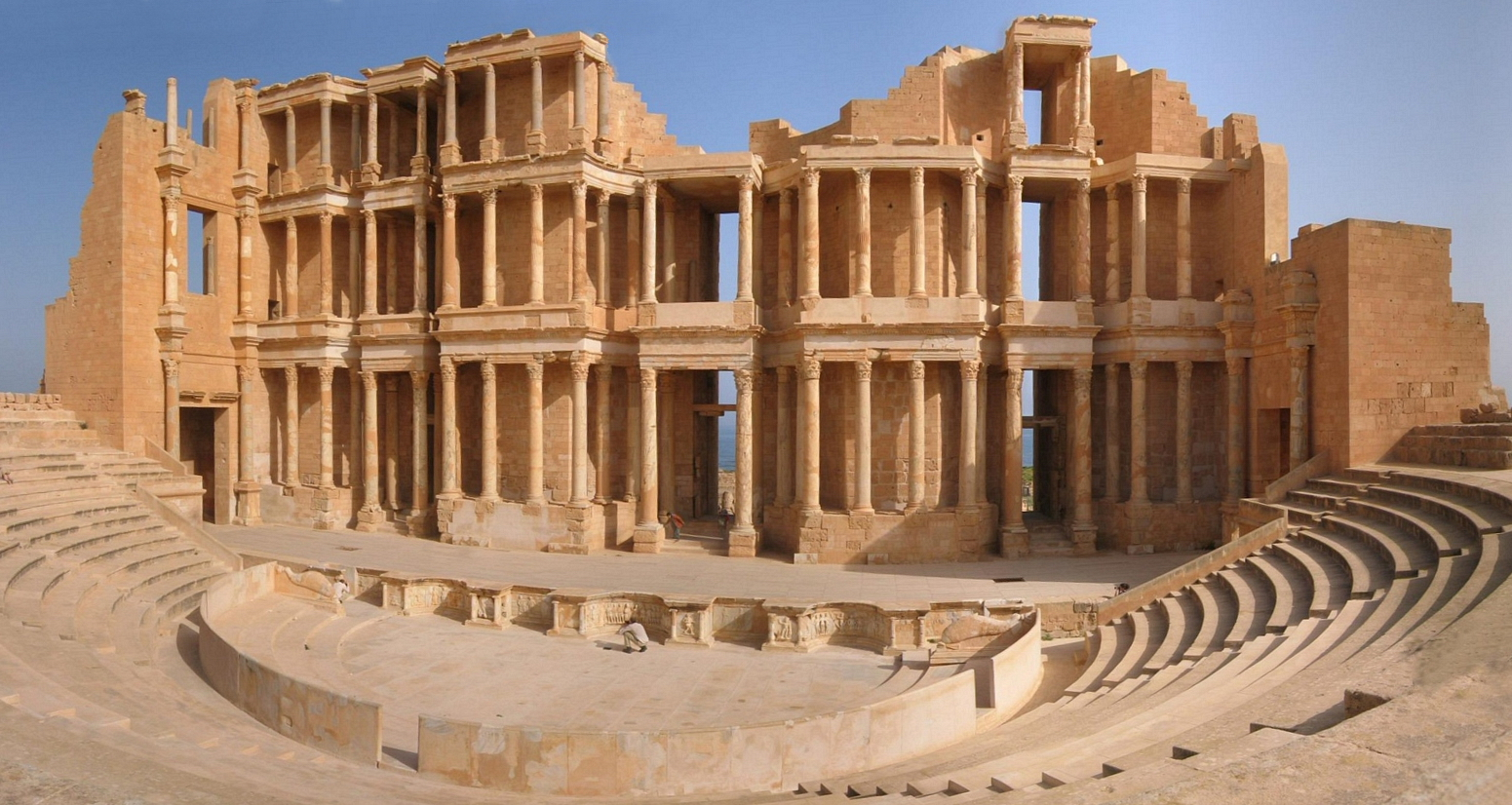
Teatr w Sabracie

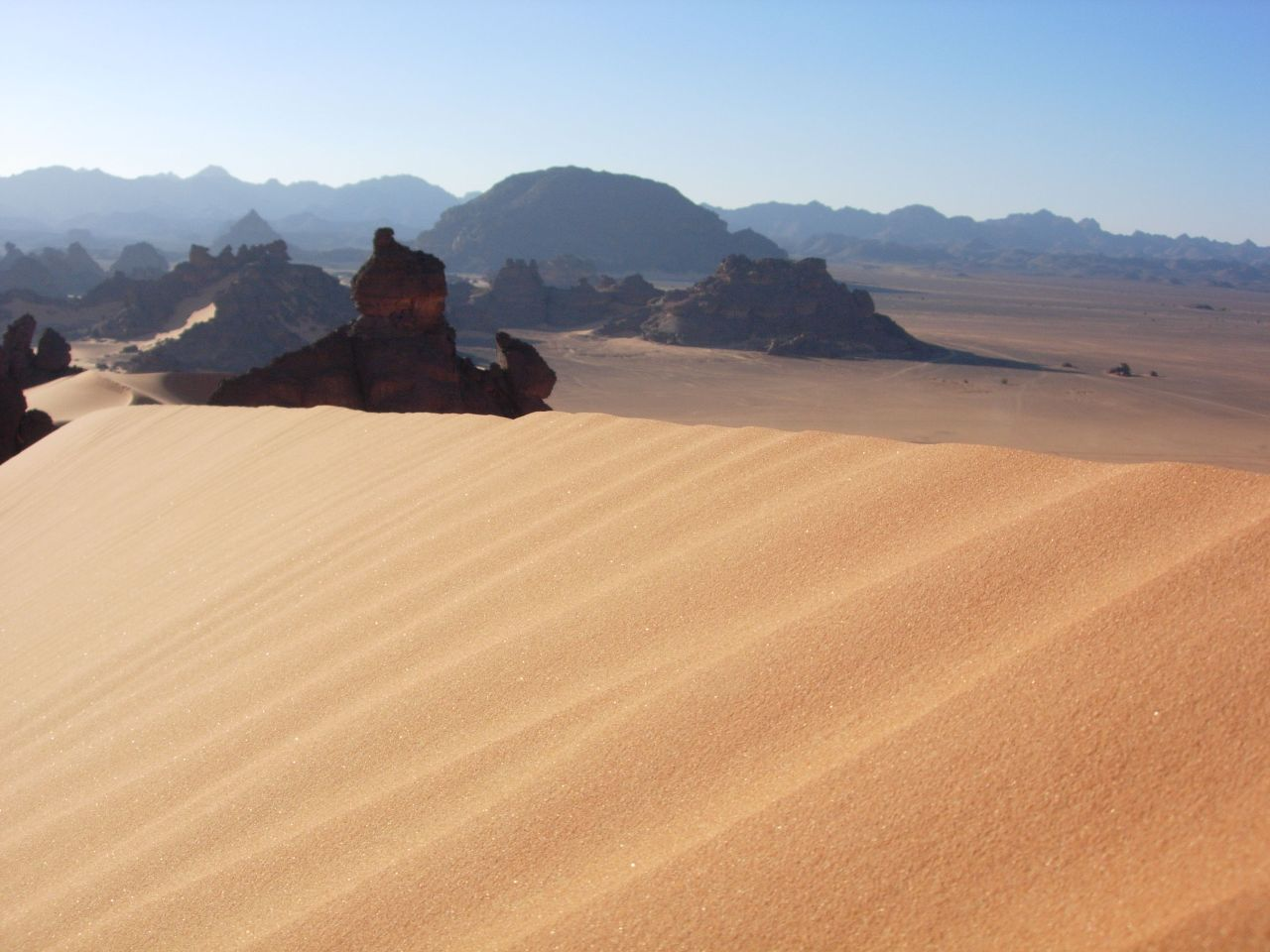
Pustynia Libijska

Libia (arab. ‏ليبيا‎, trl. Lībiyā, trb. Libija), oficjalnie Państwo Libia (arab. ‏دولة ليبيا‎, trl. Dawlat Lībiyā, trb. Daulat Libija) – państwo położone w Afryce Północnej, nad zatoką Wielka Syrta (Morze Śródziemne), ze stolicą w Trypolisie. Graniczy z Egiptem, Sudanem, Czadem, Nigrem, Algierią i Tunezją.

## Warunki naturalne i geografia
Ponad 90% powierzchni kraju zajmują pustynie (Sahara, Pustynia Libijska) i półpustynie, na których zdarzają się oazy. W głębi kraju panuje suchy klimat zwrotnikowy, który na wybrzeżach przechodzi w śródziemnomorski. W miejscowości Al-Azizija 13 września 1922 roku zanotowano najwyższą temperaturę powietrza w Afryce, wynoszącą +57,8 °C.  Opady rzadkie, zwłaszcza wewnątrz kraju. Kraj jest pozbawiony stałych rzek. Najniższy punkt to depresja Sabchat Ghuzajjil -47 m p.p.m., najwyższy to Bikku Bitti 2267 m n.p.m. w górach Tibesti, a długość wybrzeża morskiego wynosi 1770 km. Stolicą państwa jest Trypolis (1,5 mln mieszkańców, 1994), inne większe miasta to Bengazi (650 tys.), Misrata (435 tys.) oraz Sabha (113 tys.).
- Sąsiedzi (długość wspólnej granicy):
  - Egipt (1115 km)
  - Sudan (383 km)
  - Czad (1055 km)
  - Niger (354 km)
  - Algieria (982 km)
  - Tunezja (459 km)

## Historia
Obszar współczesnej Libii od XI-X wieku p.n.e. poddany został kolonizacji Fenicjan. Na wschodnim wybrzeżu kraju od VIII wieku p.n.e. istniały kolonie greckie. W VI wieku p.n.e. Libia włączona została w skład Kartaginy, a w I wieku p.n.e. do Rzymu. Od czasów rzymskich używane są trzy nazwy określające odrębne libijskie prowincje – Trypolitania, Fazzan, Cyrenajka. W 431 roku n.e. prowincje te zostały zdobyte przez germańskich Wandalów. W połowie VII wieku na krótko weszła w skład Bizancjum, które utraciło ją w wyniku podbojów arabskich. Libia weszła w skład kalifatu Umajjadów i Abbasydów, pod ich rządami stanowiła schronienie dla mniejszych ugrupowań religijnych islamu: szyitów i ibadytów. W IX wieku rozpoczęły się rządy dynastii Aghlabidów zastąpionych w X wieku przez szyickich Fatymidów. Zirydzi, którzy objęli rządy wiek później przywrócili w Libii islam w sunnickim wydaniu. W tym czasie liczne najazdy koczowniczych plemion arabskich przyczyniły się do niemalże całkowitego zarabizowania obszaru. W kolejnych wiekach Cyrenajka podlegała władcom Egiptu, Fazzan Tunezji a Trypolitania stała się siedliskiem piratów. W XVI wieku kraj włączono do Imperium Osmańskiego.
W wyniku wojny włosko-tureckiej z lat 1911–1912 stała się kolonią włoską. Fala osadnictwa włoskiego z lat 1920–1932 napotkała zbrojny opór lokalnych plemion. Sytuacja Libijczyków uległa pogorszeniu w okresie rządów faszystowskich, wówczas kolonialiści rozpoczęli rasistowską politykę, według której Włosi mieli być rasą nadrzędną a uważani przez nich za gorszych Libijczycy zostali pozbawieni praw. W kampanii pacyfikacyjnej obejmującej wywoływanie głodu, dokonywanie masowych mordów, ekstradycję ludności beduińskiej i tworzenie obozów koncentracyjnych zginęło tysiące Libijczyków.
Od 1942 roku Trypolitania i Cyrenajka znalazły się pod okupacją Wielkiej Brytanii, Fazzan, z kolei – Francji. Po traktacie pokojowym z 1947 roku, Włochy zrzekły się praw do Libii, która 24 grudnia 1951 roku została ogłoszona niepodległym państwem. Libia początkowo pozostawała federacją, co zmieniło się wraz z reformą z 1963 roku, kiedy to w miejsce federacji utworzono jednolite struktury. Król Idris I sprawował konserwatywne rządy oparte na izolacji. W 1969 roku miał miejsce wojskowy pucz, w następstwie którego proklamowano republikę. Rzeczywistym przywódcą Libii został pułkownik Mu’ammar al-Kaddafi. Al-Kaddafi ogłosił własny program polityczno-społeczny będący połączeniem arabskiego socjalizmu i politycznego islamu (tzw. trzecia teoria świata). W 1977 roku zmienił nazwę kraju na „Wielka Arabska Libijska Dżamahirijja Ludowo-Socjalistyczna”.
W 1979 roku al-Kaddafi formalnie zrezygnował ze wszelkich pełnionych funkcji, w praktyce zachował pełnię władzy. Jego polityka spowodowała pogorszenie się stosunków z Zachodem i Izraelem. Przywódca występował ponadto przeciwko umiarkowanym jego zdaniem rządom arabskim. W 1979 roku Libia najostrzej potępiła izraelsko-egipski traktat pokojowy i zerwała relacje z Egiptem, a w trakcie wojny iracko-irańskiej popierała Iran. W konflikcie palestyńskim al-Kaddafi popierał radykalne organizacje, zarzucając Jasirowi Arafatowi zbytnią ugodowość. W drugiej połowie lat 80. zaostrzający się konflikt między Libią a Stanami Zjednoczonymi doprowadził do nałożenia sankcji gospodarczych i akcji lotnictwa USA na tereny Libii. Po 1988 roku ruszyła liberalizacja polityczno-ekonomiczna. Libia zbliżyła się do państw europejskich (Francja, Wielka Brytania) oraz grona państw arabskich, z którymi utrzymywała wcześniej nie najlepsze relacje (Irak, Jordania, Egipt). W trakcie agresji Iraku na Kuwejt popierała rząd iracki i nie stosowała się do sankcji nałożonych na niego przez ONZ. W 1992 roku weszły w życie sankcje ONZ które miały być reakcją tej organizacji na ukrywanie w kraju osób podejrzanych o terroryzm (zamach nad Lockerbie). Od 1995 roku do światowych mediów przedostawały się informacje o kontaktach między rządem a ugrupowaniami islamskich fundamentalistów, rząd oskarżał Egipt i Sudan o wzniecanie konfliktu poprzez robotników pochodzących z tych państw. W 1999 roku Libia wydała osoby oskarżone o zamach nad Lockerbie, a w XXI wieku al-Kaddafi potępił terroryzm. Umożliwiło to normalizację stosunków z USA i Unią Europejską.
W 2011 roku wybuchły antyrządowe protesty, które przeistoczyły się w regularną wojnę domową, zakończoną obaleniem al-Kaddafiego. W 2012 roku głową państwa został Mohammed Megarjef a premierem Ali Zajdan. Nowe władze nie zdołały zatrzymać konfliktu wewnętrznego, który w 2014 roku przerodził się w kolejną wojnę domową. Stronami konfliktu były zdominowany przez islamistów Powszechny Kongres Narodowy i Zgromadzenie Konstytucyjne, mające poparcie międzynarodowe. W 2015 roku do konfliktu wkroczyło Państwo Islamskie, fundamentaliści zdobyli położoną na środkowej północy Syrtę. W marcu 2016 roku w Trypolisie powstał uznawany międzynarodowo rząd jedności narodowej. Jednocześnie siły wiernej generałowi Chalifie Haftarowi samozwańczej Libijskiej Armii Narodowej stopniowo zdobywały obszary w południowej i wschodniej Libii, czego ukoronowaniem stało się opanowanie przez nie Bengazi w lipcu 2017 roku.

## Grupy etniczne
- Grupy etniczne:
  - Arabowie – 86%
  - Berberowie (m.in. Tuaregowie) – 11%
  - Turcy, Grecy, Maltańczycy, Włosi, Pakistańczycy, Indusi, Tunezyjczycy – 3%
  - Przy granicy z Nigrem i Czadem czarnoskóra koczownicza ludność Tubu[10]

## Religia
Dominującym wyznaniem w Libii jest islam – około 97% ludności deklaruje praktykę tej religii. Zdecydowana większość muzułmanów libijskich to sunnici. Islam przejawia się nie tylko w życiu prywatnym obywateli, ale stanowi też istotny element polityki rządu. Mniejsza część Libijczyków (pomiędzy 5 i 10%) to ibadyci, żyją oni przede wszystkim w Dżabel Nefusa i mieście Zuwara.
Struktura religijna w 2022 roku według World Christian Database:
- islam – 98,9%
- chrześcijaństwo – 0,51% (gł. koptowie – ok. 20 tys., ale także katolicy – ok. 10 tys., protestanci – 2,5 tys. i inni)
- buddyzm – 0,3%
- hinduizm – 0,09%
- inne religie – 0,09%
- brak religii – 0,06%.

## Ustrój polityczny
Libia jest republiką parlamentarną z systemem wielopartyjnym. Władzę w kraju sprawuje rząd tymczasowy sformowany 12 marca 2016 roku na podstawie ustaleń z rozmów pokojowych między stronami walczącymi przeciwko sobie w toczącej się obecnie wojnie domowej. Głową państwa jest przewodniczący Rady Prezydenckiej, natomiast szefem rządu premier.
W pierwszej fazie konfliktu zbrojnego władza w kraju była podzielona pomiędzy rywalizujące ze sobą parlamenty – Izbę Reprezentantów i Powszechny Kongres Narodowy. Ten drugi uległ samorozwiązaniu 5 kwietnia 2016 roku.

## Podział administracyjny
Libia od roku 2007 podzielona jest na 22 jednostki zwane szabijja (l.m. szabijjat). W latach 2001–2007 istniały 32 jednostki szabijja i 3 regiony administracyjne.

## Gospodarka
Największe miasto kraju, a także główny port i ośrodek przemysłowy to Trypolis. Rozwinęły się tam takie gałęzie przemysłu jak spożywczy, meblarski, włókienniczy, metalowy, gumowy (produkcja opon) i poligraficzny. Znajdują się tam także zakłady odsalania wody morskiej, montownie samochodów i rafineria ropy naftowej.
Podstawowym bogactwem Libii oraz praktycznie jedynym towarem eksportowym kraju jest ropa naftowa, dostarczająca ok. 80% dochodu narodowego wynoszącego 11300 USD na 1 mieszkańca (2013), który jest jednym z najwyższych w Afryce. Libia dysponuje przemysłem petrochemicznym oraz hutniczym (huty żelaza i stali w Misracie), zmarginalizowane zostały natomiast rolnictwo i przemysł spożywczy, w tym przetwórstwo owoców i warzyw, przez co obecnie Libia jest zmuszona importować ok. 75% żywności.
Sankcje gospodarcze nałożone przez ONZ w 1992 roku spowodowały znaczne opóźnienie w rozwoju technologicznym kraju. Zostały one zniesione 12 września 2003, a Libia zaczęła od tego czasu zabiegać o przyciągnięcie inwestorów zagranicznych w celu zdobycia kapitału.
Libię oplata sieć rurociągów zwanych Wielką Sztuczną Rzeką, która dostarcza wodę z podziemnych naturalnych zbiorników na Saharze. Składa się na nią 1300 studni, które dostarczają ok. 3 milionów m³ wody dziennie do miast na wybrzeżu kraju.

### Emisja gazów cieplarnianych
Łączna emisja równoważnika dwutlenku węgla z Libii wyniosła w 1990 roku 80,956 Mt, z czego prawie połowę – 37,143 Mt stanowił dwutlenek węgla. W przeliczeniu na mieszkańca emisja wyniosła wówczas 8,372 t dwutlenku węgla, a w przeliczeniu na 1 dolar PKB 390 kg. Po roku 1990 zarówno emisja dwutlenku węgla, jak i metanu rosła, a od połowy lat 90. waha się. Zauważalny spadek emisji obu gazów wystąpił w 2011. Po tym roku emisja dwutlenku węgla rosła powoli, a metanu po jednorocznym wzroście spadała. W 2018 roku emisja dwutlenku węgla pochodzenia kopalnego wyniosła 56,483 Mt, a w przeliczeniu na mieszkańca 8,304 t i w przeliczeniu na 1 dolar PKB 559 kg. W latach 90. różne branże były odpowiedzialne za tę emisję w podobnym stopniu, po czym na pierwsze miejsca wysunęły się najpierw energetyka, a potem transport.

## Siły zbrojne
Libia dysponuje trzema rodzajami sił zbrojnych: wojskami lądowymi, marynarką wojenną oraz siłami powietrznymi. Uzbrojenie sił lądowych Libii składało się w 2014 roku z: 400 czołgów, 2 tys. opancerzonych pojazdów bojowych, 200 dział samobieżnych, 300 zestawów artylerii holowanej oraz 400 wieloprowadnicowych wyrzutni rakietowych. Marynarka wojenna Libii dysponowała w 2014 roku jedną fregatą oraz jednym okrętem obrony przeciwminowej. Libijskie siły powietrzne z kolei posiadały w 2014 roku uzbrojenie w postaci m.in. 16 myśliwców, 26 samolotów transportowych, jednego samolotu szkolno-bojowego, 20 śmigłowców oraz trzech śmigłowców szturmowych.
Wojska libijskie w 2014 roku liczyły 35 tys. żołnierzy zawodowych oraz 81 tys. rezerwistów. Według rankingu Global Firepower (2014) libijskie siły zbrojne stanowią 78. siłę militarną na świecie, z rocznym budżetem na cele obronne w wysokości 3 mld dolarów (USD).

## Transport
- Długość dróg samochodowych: 47 590 km
- Porty morskie
  - Al-Chums
  - Bengazi
  - Darna
  - Marsa al-Burajka
  - Misrata
  - Ras al-Unuf
  - Tobruk
  - Trypolis
  - Zuwara
- Linie lotnicze
  - Afriqiyah Airways
  - Libyan Airlines
  - Buraq Air
  - Air One Nine
  - Alajnihah Airways
  - Air Libya
- Porty lotnicze
  - Port lotniczy Trypolis
  - Port lotniczy Bengazi-Benina
  - Port lotniczy Sabha
  - Port lotniczy Syrta
  - Port lotniczy Misrata
  - Port lotniczy Tobruk
  - Port lotniczy Ghadames
  - Port lotniczy Ghat
  - Port lotniczy Kufra
  - Port lotniczy Ubari
  - Port lotniczy La Abrak

## Kultura

### Język
Językiem urzędowym Libii jest język arabski.